# Teatro Olímpia
Il teatro Olímpia (in catalano teatre Olímpia), conosciuto anche come teatro Olympia (teatre Olympia) o sala Olímpia (saló Olímpia), è stato un teatro di Barcellona, ubicato nell'Avinguda del Paral·lel, attivo tra il 1900 e il 1909.

## Storia
Si trovava a fianco del Gran Cafè Espanyol e della Barberia de l'Obrer. La struttura era in legno, progettata dall'architetto Vigo. 
Durante il suo periodo di attività fu molto popolare, in particolare tra le famiglie operaie. Vi si rappresentavano spettacoli di pantomimo e di varietà ed era usato anche come sala per proiezioni cinematografiche. Il 29 aprile 1906, proprio durante un film si verificò un principio d'incendio nella cabina di proiezione, scatenando il panico tra il pubblico e provocando una vittima e diversi feriti.
Dopo la sua chiusura, il suo posto fu preso dal cafè-concert Sevilla.
Questo teatro non va confuso con il teatro Pompeia, situato anch'esso lungo il Paral·lel, che si chiamò a sua volta Teatre Olímpia tra il 1912 e il 1914, né col Teatre Circ Olympia, nella vicina Ronda de Sant Pau, che fu attivo tra il 1924 e il 1947.